# Хартвиг II (пфальцграф Баварии)
Хартвиг II (нем. Hartwig II.; ок. 985 — 24 декабря 1027) — пфальцграф Баварии и граф в Нижнем Зальцбурггау с 1001 года, из рода Арибонидов. 
Старший сын Арибо I (ум. 1000), графа в Химгау и Адалы Баварской, дочери пфальцграфа Баварии Хартвига I. Брат графа Кадалоха IV и Арибо, архиепископа Майнца.
Был в родственных связях с императором Священной Римской империи Генрихом II.
Около 1001 года наследовал отцу.
В 1020 году получил в виде королевского пожалования часть Восточноштирийской марки у границы с Венгрией (в 1030 году она была захвачена венграми, вновь отвоёвана королём Генрихом III в 1043 году).
Хартвиг II был покровителем монастыря Зеон, там и похоронен.
Жена — Фридерун, дочь графа Ретинга и его жены Гисмоды из рода Иммедингеров. Сын:
- Арибо II, пфальцграф Баварии.
- Бото, граф фон Поттенштайн.